# Salvatore D'Aula
(Il marchese di Villarosa, in op.cit. pag.24.)
Salvatore D'Aula (Napoli, 22 aprile 1718 – Napoli, 22 aprile 1782) è stato un presbitero, letterato e filologo italiano.

## Biografia
Nato da Giovanni Battista ed Elena Califano, si mostrò fin da piccolo di spirito buono e perciò all'età di quattordici anni il padre volle mandarlo al seminario arcivescovile di Napoli.
Qui Salvatore apprese la lingua greca con Jacopo Martorelli e la lingua ebraica con Ignazio della Calce, entrambi molto ferrati nelle loro materie.
Essendosi distinto per la propria preparazione, l'allora arcivescovo Giuseppe Spinelli lo fece passare al sacerdozio prima del tempo. Iniziò quindi ad insegnare poesia e dopo tre anni passò ad insegnare retorica, cosa che faceva tanto bene da convincere lo stesso arcivescovo Spinelli ad affidargli l'educazione di suo nipote Ferdinando.
Proseguì con l'insegnamento della retorica per trentasei anni e divenne amico di Nicola Ignarra e Alessio Simmaco Mazzocchi. Dopodiché l'arcivescovo Serafino Filangieri gli conferì l'incarico di vicerettore del seminario.
Nel 1755 fu uno dei quindici prescelti per entrare a far parte dell'Accademia Ercolanese, per la quale produsse diversi lavori.
Quando venne creata nel 1768 la Reale Accademia delle Scienze e delle Belle Lettere ne divenne socio pensionario nel ramo dell'alta antichità.
Il 22 aprile 1782 dopo una breve infermità morì appena compiuti i 64 anni d'età e venne seppellito nella chiesa dei padri dell'oratorio da lui frequentato in vita.